# Elasmus cellulatus
Elasmus cellulatus är en stekelart som beskrevs av Howard 1897. Elasmus cellulatus ingår i släktet Elasmus och familjen finglanssteklar.
Artens utbredningsområde är Grenada. Inga underarter finns listade i Catalogue of Life.